# Tara Peterson
Tara Peterson (Shoreview, 28 de mayo de 1991) es una deportista estadounidense que compite en curling. Su hermana Tabitha compite en el mismo deporte.
Ganó una medalla de bronce en el Campeonato Mundial de Curling Femenino de 2021 y una medalla de bronce en el Campeonato Pan Continental de Curling Femenino de 2023. Participó en los Juegos Olímpicos de Pekín 2022, ocupando el sexto lugar en la prueba femenina.

## Palmarés internacional
| Campeonato Mundial         | Campeonato Mundial | Campeonato Mundial | Campeonato Mundial |
| Año                        | Lugar              | Medalla            | Prueba             |
| -------------------------- | ------------------ | ------------------ | ------------------ |
| 2021                       | Calgary (Canadá)   | Medalla de bronce  | Equipo             |
| Campeonato Pan Continental |                    |                    |                    |
| Año                        | Lugar              | Medalla            | Prueba             |
| 2023                       | Kelowna (Canadá)   | Medalla de bronce  | Equipo             |